# Michel Dary
Pour les articles homonymes, voir Dary.
Michel Dary, né le 20 septembre 1945 à Marseille, est un ancien député européen (il appartient successivement aux groupes Alliance radicale européenne, puis Groupe du Parti socialiste européen et enfin au PRG-GUE).

## Carrière politique
Il a exercé ses fonctions d'eurodéputé durant deux mandats :
- Premier mandat du 19 juillet 1994 au 19 juillet 1999
- Second mandat du 20 juillet 1999 au 19 juillet 2004

Début novembre 2001, il annonce son soutien à la candidature présidentielle de Jean-Pierre Chevement  alors que le Parti Radical de Gauche n’a pas tranché quant à sa façon de participer au scrutin : avec un candidat radical ou en soutenant le candidat socialiste. Au cours de la convention PRG du 1er décembre 2001, ce sera Christiane Taubira qui sera choisie pour représenter les radicaux de gauche au 1er tour de l’élection présidentielle de 2002.
Michel Dary avait été mis en examen le 9 septembre 2010 par un juge d’instruction parisien pour recel d’abus de confiance. Dans son réquisitoire définitif, le Procureur de la République de Paris avait requis le 6 mai 2011 aux fins de non-lieu pour ce qui concerne Michel Dary.
La juge d'instruction chargée du dossier avait conclu, elle aussi, à la même décision et délivre en ce qui concerne Michel Dary une ordonnance de non-lieu en date du 17 août 2011.
La partie civile avait alors fait appel.
Michel Dary a été définitivement relaxé selon Jugement de la 13e chambre correctionnelle du Tribunal de Grande Instance de Paris du 18 décembre 2013. Aux termes de ce Jugement, "la bonne foi de Michel DARY ne saurait être contestée" et "l'infraction de recel d'abus de confiance n'étant pas établie, Michel DARY sera renvoyé des fins de la poursuite".
Ce Jugement l'ayant relaxé est aujourd'hui définitif, aucun recours n'ayant été formé.